# Qiskit
Qiskit是一個開源軟件開發工具包(SDK)，用於在電路、脈沖以及演算法級別運作的量子計算機上。Qiskit提供了用於創建以及操作量子編程的能力；Qiskit並可協助研發能在IBM量子體驗平台上的原型量子設備、或分散地區的計算機模擬器上產生各式運算功能的相關軟體工具。它遵循通用量子計算的電路模式，可用於遵循該模式的任何量子硬體上（目前支持超導量子位及俘獲離子等之功能）。
Qiskit由IBM研究院創建研發，如上所述旨在為其雲量子計算服務的IBM量子體驗平台上進行軟體開發。外部的支持者也做出貢獻，通常來自學術方面等之機構。
Qiskit的主要版本使用Python編程語言。最初也探索開發Swift及JavaScript等之版本，但這些版本的開發已經停止。相反地，基本功能的最小重新實作可以用MicroQiskit來實現，而且MicroQiskit也易於移植到其它的替代平台。
一系列的Jupyter筆記本(Jupyter Notebook)提供了使用量子計算的範例。範例包括使用Qiskit的科學研究背後之源代碼，以及一組練習題目，以之幫助人們學習量子編程的基礎知識。基於Qiskit的開源教科書可作為大學級別的量子演算法、或者量子計算課程等的補充教材。

## 參閱
- IBM量子體驗平台（英语：IBM Quantum Experience）
- 超導量子位（英语：Superconducting quantum computing）
- 俘獲離子（英语：Trapped ion quantum computer）

## 外部連結
- 官方网站
- YouTube上的Quantum Machine Learning — Programming on Quantum Computers — Coding with Qiskit S2E6
- IBM Qiskit教學 Part1 : 核心觀念、安裝Qiskit （页面存档备份，存于）
- IBM Qiskit教學 Part2 : 設計第一個量子電路 （页面存档备份，存于）

template:IBM FOSS